# Срцоломац (филм)
Срцоломац (фр. L'arnacœur) је француски филм из 2010. у режији Паскала Шомеја и са Роменом Дирисом и Ванесом Паради у главним улогама.

## Кратак садржај
Радња филма се одвија у Монаку и прати причу о Алексу (Ромен Дирис), његовој сестри, Мелани (Жили Ферје) и њеном мужу, Марку (Франсоа Дамјен) чија је професија да растурају љубавне везе, али само везе у којима жене не желе да признају да су несрећне. Њихов циљ је отворити им очи, а метод, завођење. Приликом својих задатака, Алекс се служи разним методама, шпијунирањем, прислушкивањем разговора, коришћењем лажног идентитета и сузама. Због огромних дугова, Алекс прихвата понуду богатог човека и креће у немогућу мисију, да спречи венчање његове ћерке (Ванеса Паради).

## Улоге
| Глумац         | Улога               |
| -------------- | ------------------- |
| Ромен Дирис    | Алекс Липи          |
| Ванеса Паради  | Жилијет Ван Дер Бек |
| Жили Ферје     | Мелани              |
| Франсоа Дамјен | Марк                |
| Ендру Линколн  | Џонатан             |
| Хелена Ногуера | Софи                |
| Жак Франц      | Ван Дер Бек         |